# Urban Contact

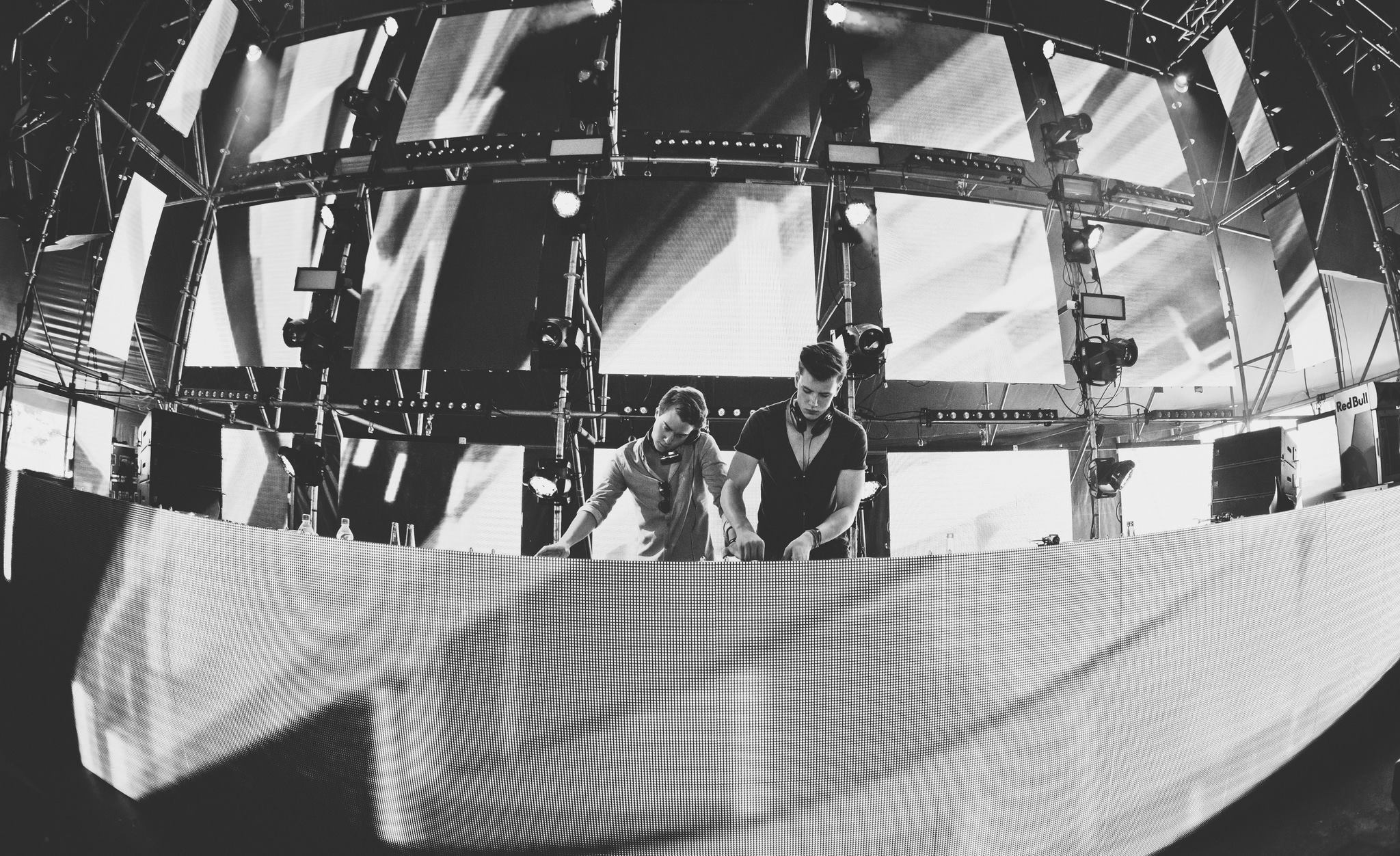
Urban Contact auf dem Electric Love Festival 2013 in Salzburg

Urban Contact ist ein österreichisches Produzenten-Duo im Bereich der elektronischen Musik. Urban Contact stehen bei den Labels Tasty Records, Balloon Records, Sony Music Benelux, sowie Warner Music Germany unter Vertrag.

## Karriere
Das Wiener DJ-Duo schloss sich im Sommer 2009 zusammen. Bereits im Alter von 17 Jahren bespielten sie eine Vielzahl österreichischer Clubs mit ihrem unverkennbaren Musikstil. In dieser Zeit versuchten sie sich daran, ihre eigene Musik zu produzieren, und es kam im Sommer 2011 zur Unterzeichnung des ersten Plattenvertrages beim österreichischen Label Balloon Records. Im Dezember 2012 veröffentlichte Tasty Records Urban Contacts Single Sky Express, mit der das Duo die ersten internationalen Charterfolge verbuchen konnte. Im selben Monat veröffentlichte Urban Contact ihre Gratis-Downloadsingle Aurora.
Neben eigenen Produktionen erlangte das Duo durch Remixe für andere Künstler große Aufmerksamkeit, darunter etwa für Black Tiger Sex Machine, Darren Bailie, Bon Iver, Coldplay, Above & Beyond, Nihils, Freedom Fry und viele mehr. Im Frühjahr 2013 unterzeichnete Urban Contact einen Plattenvertrag bei Warner Music Germany sowie Tasty Records für ihre Single Starburst. Im Frühjahr 2014 folgte ein weiterer Geschäftsabschluss mit Sony Music Entertainment Benelux für Urban Contacts Remix von Dawas Roll The Dice. Ihre Remixe wurden unter anderem von Armin van Buuren und Watermät unterstützt. Im Sommer 2014 folgte Urban Contacts nächste Single Million Questions. Mit ihrem Remix für die Tiroler Band NIHILS und nach Aufnahme in die Rotation des österreichischen Radiosenders Ö3 wurde Urban Contact einem breiten Publikum bekannt.

## Privates
Beide Mitglieder von Urban Contact gehen neben ihrer Tätigkeit als DJs und Produzenten ihrem Studium in Wien nach.

## Diskografie
Singles
- 2012: Carbon
- 2012: Just Not Right
- 2012: Sky Express
- 2013: Starburst
- 2013: Aurora
- 2014: Million Questions

Neuabmischungen
- 2012: The Theme (House Donkeys feat. Fern-Quest)
- 2012: Won’t You Stay (Indivision & Liveqire feat. Tasha Baxter)
- 2013: Destroy It (Urban Contact Remix) (Black Tiger Sex Machine)
- 2013: Thing Called Love (Above & Beyond feat. Richard Bedford)
- 2013: Babys (Urban Contacts Summer Soul Remix) (Bon Iver)
- 2014: Midnight (Coldplay)
- 2014: Gust Of Wind (Pharrell Williams)
- 2014: Help Our Souls (Nihils)
- 2014: Roll The Dice (Dawa)
- 2014: The Wilder Mile (Freedom Fry)

## Hitparadenplatzierungen
- 2013: Nr. 32 Beatport Albumcharts mit Starburst
- 2013: Nr. 22 Beatport Singlecharts mit Starburst
- 2014: Nr. 02 Hypemachine Charts mit Coldplay – Midnight (Urban Contact Remix)
- 2014: Nr. 01 Hypemachine Charts mit Nihils – Help Our Souls (Urban Contact Remix)
- 2014: Nr. 02 Hypemachine Charts mit Freedom Fry – The Wilder Mile (Urban ContactRemix)
- 2014: Nr. 02 Ö3 Hörercharts mit Nihils – Help Our Souls (Urban Contact Remix)
- 2014: Nr. 09 Energy Euro Hot-30 mit Nihils – Help Our Souls (Urban Contact Remix)
- 2014: Nr. 10 Shazam Austria Top 100 mit Nihils – Help Our Souls (Urban Contact Remix)
- 2014: Nr. 26 Ö3-Austria Top 40 Nihils – Help Our Soul (Urban Contact Remix)
- 2014: Nr. 02 Energy Club Charts Nihils – Help Our Souls (Urban Contact Remix)